# La Morandière
Pour les articles homonymes, voir Morandière.
La Morandière est un village et ancienne municipalité de la province de Québec, dans la municipalité régionale de comté d'Abitibi de la région administrative d'Abitibi-Témiscamingue. En 2023, elle fusionne avec Rochebaucourt pour former la municipalité de La Morandière-Rochebaucourt
Le nom de ce canton rappelle la mémoire d'un capitaine de génie qui servit dans l'armée de Montcalm.

## Histoire
- 1916 : Fondation du canton de La Morandière.
- 1917 : pionniers: Émilien Plante, Uldéric Hardy, Charles Rochette[3]
- 1919 : la première messe célébrée le 5 mai[3]
- 1er janvier 1983 : Le canton de La Morandière devient la municipalité de La Morandière.

## Démographie
| 1991 | 1996 | 2001 | 2006 | 2011 | 2016 |
| ---- | ---- | ---- | ---- | ---- | ---- |
| 327  | 295  | 291  | 262  | 233  | 207  |

- Superficie : 430 km2
- Gentilé : La Morandien, La Morandienne

## Administration
Les élections municipales se font en bloc pour le maire et les six conseillers.
| La Morandière Maires depuis 2001                                                                                     |                  |         |          |
| Élection | Maire            | Qualité | Résultat |
| 2001 | Micheline Bureau |         | Voir     |
| 2005 | Micheline Bureau | Voir    |          |
| 2009 | Guy Lemire       |         | Voir     |
| 2013 | Guy Lemire       | Voir    |          |
| 2017 | Alain Lemay      |         | Voir     |
| 2021 | Alain Lemay      | Voir    |          |
| Élection partielle en italique Depuis 2005, les élections sont simultanées dans toutes les municipalités québécoises |                  |         |          |